# Charles-Antoine Morand
Charles Antoine Louis Alexis Morand (4 iunie 1771 - 2 septembrie 1835), conte Morand, a fost un general francez al perioadei războaielor napoleoniene, ce a participat la cele mai multe dintre confruntările militare importante ale acestei perioade. Printre altele, a jucat un rol important în bătăliile de la Austerlitz, Auerstädt, Eylau și Borodino.
1. 1 2  Charles Antoine Morand, GeneaStar
2. 1 2 3  Autoritatea BnF, accesat în 10 octombrie 2015
3. ↑  Charles Antoine Louis Alexis Morand, Baza de date Léonore, accesat în 9 octombrie 2017
4. 1 2  Charles Antoine Morand, SNAC, accesat în 9 octombrie 2017
5. ↑  Charles Antoine Morand, Roglo